# Liste der brasilianischen Botschafter in Mexiko
Dies ist eine Liste brasilianischer Botschafter in Mexiko.
Die brasilianische Botschaft befindet sich in Lope de Armendáriz 130, Colonia Lomas de Virreyes, Delegación Miguel Hidalgo.
Bis 1989 war die Adresse: Paseo de la Reforma 455.
Der Botschafter in Mexiko-Stadt ist regelmäßig auch bei der Regierung in Belmopan akkreditiert.
| Ernannt       | Name                                              | Bemerkungen | ernannt während der Regierung von    | akkreditiert während der Regierung von | Posten verlassen |
| ------------- | ------------------------------------------------- | --- | ------------------------------------ | -------------------------------------- | ---------------- |
| 7. Mai 1906   | Alfredo de Maia Brandão                           | Geschäftsträger | Afonso Augusto Moreira Pena          | Porfirio Díaz                          | 9. Feb. 1907     |
| 9. Feb. 1907  | Alfredo de Moraes Gomes Pereira                   | | Afonso Augusto Moreira Pena          | Porfirio Díaz                          | 30. Jan. 1908    |
| 30. Jan. 1908 | Felix de Barros Cavalcanti de Lacerda             | Geschäftsträger | Afonso Augusto Moreira Pena          | Porfirio Díaz                          | 6. Juni 1909     |
| 6. Juni 1909  | Francisco Xavier da Cunha                         | | Nilo Peçanha                         | Porfirio Díaz                          | 12. Juni 1909    |
| 12. Aug. 1909 | Felix de Barros Cavalcanti de Lacerda             | Geschäftsträger | Nilo Peçanha                         | Porfirio Díaz                          | 11. Okt. 1910    |
| 11. Okt. 1910 | Epaminondas Leite Chermont                        | Geschäftsträger | Hermes Rodrigues da Fonseca          | Porfirio Díaz                          | 26. Aug. 1912    |
| 27. Aug. 1912 | José Manuel Cardoso de Oliveira                   | | Hermes Rodrigues da Fonseca          | Francisco Madero                       | 1. Aug. 1915     |
| 2. Aug. 1915  |                                                   | ohne diplomatische Vertretung | Venceslau Brás Pereira Gomes         | Venustiano Carranza                    | 18. Mai 1918     |
| 1915          | Alberto Jorge de Ipanema Moreira                  | Geschäftsträger | Venceslau Brás Pereira Gomes         | Venustiano Carranza                    |                  |
| 25. Sep. 1918 |                                                   | ohne diplomatische Vertretung | Francisco de Paula Rodrigues Alves   | Venustiano Carranza                    | 23. Nov. 1918    |
| 1918          | Luiz Avelino Gurgel do Amaral                     | Geschäftsträger | Francisco de Paula Rodrigues Alves   | Venustiano Carranza                    | 1919             |
| 19. Juni 1919 |                                                   | ohne diplomatische Vertretung | Epitácio da Silva Pessoa             | Venustiano Carranza                    | 17. Okt. 1921    |
| 17. Okt. 1921 | Antonio do Nascimento Feitosa                     | | Epitácio da Silva Pessoa             | Álvaro Obregón                         | 20. Sep. 1923    |
| 20. Feb. 1923 | Jacome Baggi de Berenguer Cesar                   | | Artur da Silva Bernardes             | Álvaro Obregón                         | 10. Mai 1923     |
| 10. Feb. 1923 | Raul Régis de Oliveira                            | | Artur da Silva Bernardes             | Álvaro Obregón                         | 10. Mai 1923     |
| 10. Mai 1923  | Jacome Baggi de Berenguer César                   | Geschäftsträger | Artur da Silva Bernardes             | Álvaro Obregón                         | 2. Juni 1923     |
| 2. Juni 1923  | Raul Régis de Oliveira                            | | Artur da Silva Bernardes             | Álvaro Obregón                         | 14. Okt. 1923    |
| 14. Okt. 1923 | Lourival de Guillobel                             | Geschäftsträger | Artur da Silva Bernardes             | Álvaro Obregón                         |                  |
| 28. Nov. 1924 | Antonio de Nascimento Feitosa                     | Geschäftsträger | Artur da Silva Bernardes             | Plutarco Elías Calles                  | 30. Okt. 1926    |
| 30. Okt. 1926 | Otávio de Teffé                                   | Geschäftsträger | Washington Luís Pereira de Sousa     | Plutarco Elías Calles                  | 2. Nov. 1926     |
| 3. Nov. 1926  | Rinaldo de Lima e Silva                           | | Washington Luís Pereira de Sousa     | Plutarco Elías Calles                  | 8. Apr. 1931     |
| 1931          | Fernando de Souza Dantas                          | Geschäftsträger | Getúlio Vargas                       | Pascual Ortiz Rubio                    |                  |
| 8. Juni 1931  | Abelardo Roças                                    | | Getúlio Vargas                       | Pascual Ortiz Rubio                    | 26. Sep. 1939    |
| 1939          | Jorge Latour                                      | Geschäftsträger 22. April 1959 bis 11. Juli 1963: Botschafter in Panama                                                                                             | Getúlio Vargas                       | Lázaro Cárdenas del Río                | 1940             |
| 3. Jan. 1940  | Carlos de Lima Cavalcanti                         | | Getúlio Vargas                       | Manuel Ávila Camacho                   | 10. Jan. 1945    |
| 1945          | Abelardo Bretenha Bueno do Prado                  | Geschäftsträger | José Linhares                        | Manuel Ávila Camacho                   |                  |
| 30. Jan. 1945 | Lourival Fonte                                    | | José Linhares                        | Manuel Ávila Camacho                   | 13. Nov. 1945    |
| 1945          | Glauco Ferreira de Souza                          | Geschäftsträger | José Linhares                        | Manuel Ávila Camacho                   | 1946             |
| 5. Apr. 1946  | Sebastiâo Sempalo                                 | | Eurico Gaspar Dutra                  | Miguel Alemán Valdés                   | 12. Feb. 1949    |
| 1949          | António Roberto de Arruda Beteltho                | Geschäftsträger | Eurico Gaspar Dutra                  | Miguel Alemán Valdés                   |                  |
| 7. Juni 1949  | António Camillo de Oliveira                       | | Eurico Gaspar Dutra                  | Miguel Alemán Valdés                   | 7. Juni 1952     |
| 1952          | Carlos Alberto Gonçalves                          | Geschäftsträger | Getúlio Vargas                       | Adolfo Ruiz Cortines                   |                  |
| 19. Aug. 1952 | Adolpho Cardoso de Alencastro Guimarães           | | Getúlio Vargas                       | Adolfo Ruiz Cortines                   | 20. Jan. 1953    |
| 1953          | Jorge D’Escragnolle Taunay                        | Geschäftsträger | Getúlio Vargas                       | Adolfo Ruiz Cortines                   | 1954             |
| 1954          | Carlos Alberto Gonçalves                          | Geschäftsträger | João Café Filho                      | Adolfo Ruiz Cortines                   |                  |
| 1954          | Jorge D’Escragnolle Taunay                        | Geschäftsträger | João Café Filho                      | Adolfo Ruiz Cortines                   |                  |
| 5. Juni 1954  | Carlos Martins Thompson Flóres                    | | João Café Filho                      | Adolfo Ruiz Cortines                   | 8. Sep. 1959     |
| 1959          | Jorge de Oliveira Mala                            | Geschäftsträger | Juscelino Kubitschek                 | Adolfo López Mateos                    |                  |
| 1959          | Octavio Luiz de Berenguer César                   | Geschäftsträger | Juscelino Kubitschek                 | Adolfo López Mateos                    |                  |
| 1959          | Jorge de Oliveira Maia                            | Geschäftsträger | Juscelino Kubitschek                 | Adolfo López Mateos                    | 1960             |
| 1960          | Octávio Luiz de Berenguer César                   | Geschäftsträger | Juscelino Kubitschek                 | Adolfo López Mateos                    |                  |
| 1960          | Jorge de Oliveira Maia                            | Geschäftsträger | Juscelino Kubitschek                 | Adolfo López Mateos                    |                  |
| 31. Dez. 1960 | Manuel Pio Corrêa Junior                          | | Juscelino Kubitschek                 | Adolfo López Mateos                    | 20. Mai 1964     |
| 1964          | Octávio Luiz de Berenguer César                   | Geschäftsträger | João Goulart                         | Gustavo Díaz Ordaz                     | 1965             |
| 17. März 1966 | Frank de Mendonce Moscosoa                        | | Humberto Castelo Branco              | Gustavo Díaz Ordaz                     | 28. Juli 1969    |
| 1969          | Gilberto Ferreira Martins                         | Geschäftsträger | Emílio Garrastazu Médici             | Gustavo Díaz Ordaz                     |                  |
| 4. Aug. 1969  | João Baptista Pinheiro                            | | Emílio Garrastazu Médici             | Gustavo Díaz Ordaz                     | 25. Juli 1971    |
| 14. Aug. 1971 | Geraldo de Carvalho Silos                         | 25. September 1961 Gesandter in Washington, D.C., 1965: Vertreter beim UN-Hauptquartier                                                                             | Emílio Garrastazu Médici             | Luis Echeverría Álvarez                | 20. Apr. 1973    |
| 1. Jan. 1975  | Raymundo Nonnato Loyola de Castro                 | Geschäftsträger | Ernesto Geisel                       | Luis Echeverría Álvarez                | 5. Jan. 1975     |
| 6. Jan. 1975  | Lauro Escorel de Moraes                           | 1966: Botschafter in La Paz | Ernesto Geisel                       | Luis Echeverría Álvarez                | 14. März 1975    |
| 15. März 1975 | Raymundo Nonnato Loyola de Castro                 | Geschäftsträger | Ernesto Geisel                       | Luis Echeverría Álvarez                | 1. Mai 1975      |
| 2. Mai 1975   | Lauro Escorel de Moraes                           | | Ernesto Geisel                       | Luis Echeverría Álvarez                | 30. Nov. 1975    |
| 1. Dez. 1975  | Odilon de Camargo Penteado                        | Geschäftsträger | Ernesto Geisel                       | Luis Echeverría Álvarez                | 31. Dez. 1975    |
| 1984          | Paulo Tarso Flecha de Lima                        | 1978 Leiter einer Delegation nach Peking, 1984 zum Under-Secretary General for Economic and Commercial Affairs ernannt, 1985 Generalsekretär des Außenministeriums. | João Baptista de Oliveira Figueiredo | Miguel de la Madrid Hurtado            |                  |
| 1989          | José Guilherme Merquior                           | Merquior J. G. (Paseo de la Reforma 455, Mexico 5 DF) | José Sarney                          | Carlos Salinas de Gortari              |                  |
| 1999          | Francisco de Paula de Almeida Nogueira Junqueira  | 03/10/2000: Botschafter in Prag | Fernando Henrique Cardoso            | Ernesto Zedillo Ponce de León          |                  |
| 17. Aug. 2005 | Ivan Oliveira Cannabrava                          | | Luiz Inácio Lula da Silva            | Vicente Fox Quesada                    |                  |
| 18. Juni 2008 | Sérgio Augusto de Abreu e Lima Florêncio Sobrinho | 2002 bis 2005: Botschafter in Lima | Luiz Inácio Lula da Silva            | Felipe Calderón Hinojosa               |                  |
| 24. Nov. 2010 | Marcos Leal Raposo Lopes                          | [ 3 ] | Luiz Inácio Lula da Silva            | Felipe Calderón Hinojosa               |                  |